# Râul Rovine, Fonău
Râul Rovine este un curs de apă, afluent al râului Fonău. 

## Hărți
- Harta munții Apuseni